# Academicisme

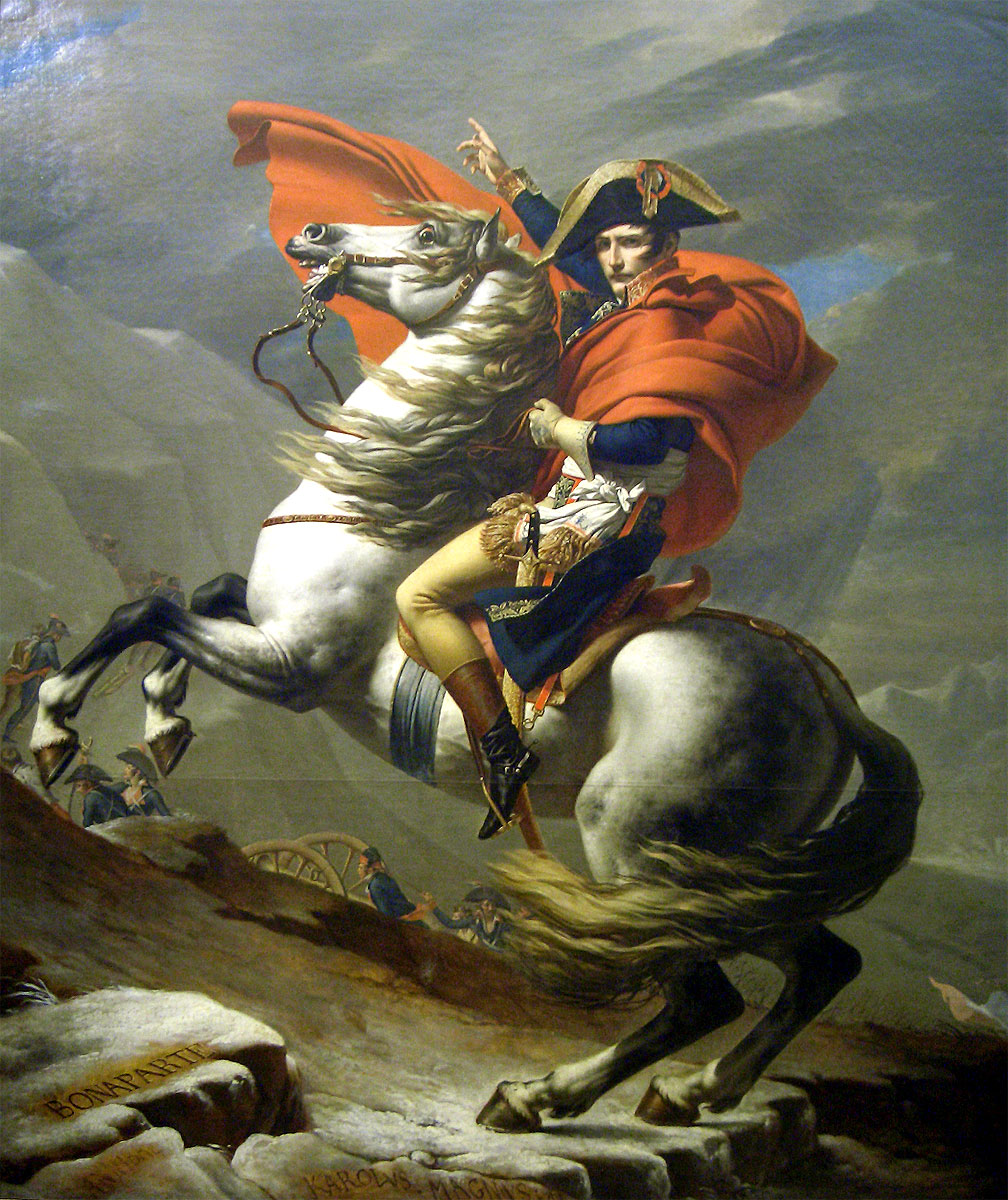
L' art de David és un exemple d'academicisme.

L'art acadèmic o academicisme és un estil artístic d'un esperit formalista produït sota la influència d'universitats o acadèmies europees i més específicament, l'art influenciat per les normes de la francesa Académie des Beaux-Arts. Aquesta influència es nota en moviments com el neoclassicisme i romanticisme, i l'art que és prolongació d'aquests dos moviments, l'intent per a sintetitzar ambdós estils i que es reflecteix millor per les pintures de William-Adolphe Bouguereau, Thomas Couture, i Hans Makart. En aquest context és sovint anomenat academisme, academicisme, art pompier i eclecticisme, i algunes vegades associat amb l'historicisme i el sincretisme.

## Història
La primera acadèmia de dibuix a Europa va ser fundada per Giorgio Vasari el 1562 a Florència. Vasari va anomenar-la Accademia dell' Arte del Disegno. Allà els estudiants aprenien "arti del disegno", terme encunyat per Vasari que incloïa pintura, arquitectura i escultura. També s'incloïen conferències d'anatomia i de geometria. Una altra acadèmia, l'Accademia di San Luca (el seu patró és l'evangelista Sant Lluc) es va fundar el 1593 a Roma. Oferia un servei més teòric i estava més enfocada a l'ensenyament de l'estètica que l'Accademia dell' Arte del Disegno.
L'Accademia di San Luca després va servir de model per l'Académie royale de peinture et de sculpture fundada a França el 1648, i que més tard es va convertir en l'Académie des beaux-arts. L'acadèmia francesa amb tota seguretat va adoptar el terme arti del disegno que va traduir per beaux-arts, del que deriva la nostra expressió Belles Arts. L'Académie royale de peinture et de sculpture va ser fundada per Lluís XIV sota el consell d'un grup de pintors, entre els quals cal destacar Philippe de Champaigne i Charles Le Brun, amb la intenció de frenar la influència de l'Accademia di San Lucca i distingir els artistes lliberals tot desvinculant-los dels artesans que feien treballs manuals. Aquesta èmfasi en el component intel·lectual va tenir un impacte fonamental en els artistes i l'art acadèmic.
Lluís XIV va obtenir el control total de la monarquia el 1661 i va començar a exercir un control acèrrim de totes les expressions artístiques a França. El "rei Sol" va imposar el "gran estil", el Classicisme francès, que no tenia una voluntat nacional sinó global. Hi va haver artistes que es van sentir exclosos en aquest nou ordre i es van generar dos bàndols: els partidaris de Nicolas Poussin, "poussinistes", que creien que l'art havia de ser dominat per la raó i els partidaris de Peter Paul Rubens, "rubenistes", que creien que l'art havia de ser dominat per l'emoció.
El debat va ser reviscut als inicis del segle xix, sota els moviments del Neoclassicisme liderat pel treball de l'artista Jean Auguste Dominique Ingres i del Romanticisme liderat pel treball de l'artista Eugène Delacroix. El debat es va estendre a com era millor aprendre art en contacte amb la naturalesa (Romanticisme), o observant als mestres artístics del passat (Classicisme).